# Xã Gore, Michigan
Xã Gore (tiếng Anh: Gore Township) là một xã thuộc quận Huron, tiểu bang Michigan, Hoa Kỳ. Năm 2010, dân số của xã này là 144 người.